# 沙·贾汗三世
沙·贾汗三世 (شاه جہان ۳)，原名穆希-歐·米拉特（？—1772年）曾短暂担任统治印度次大陆的莫卧儿帝国皇帝（1759年12月10日–1760年10月10日）。莫臥兒帝國第六任皇帝奧朗則布的曾孫。
1759年，沙·阿拉姆二世從德里逃亡出走，首相費羅茲·姜格三世惟恐阿拉姆吉爾二世推舉他的長子沙·阿拉姆二世登基，收回他的實權，所以他便策劃刺殺行動，殺死阿拉姆吉爾二世及其他重要皇室成員，擁立沙·賈汗三世登基。但是在位不久，便被馬拉地人廢黜。阿富汗國王艾哈邁德沙·杜蘭尼率領軍隊擁立沙·阿拉姆二世及打着復仇的旗幟與馬拉地人和錫克人作戰。1761年，阿富汗軍隊在第三次帕尼帕特戰役中取得大勝，徹底摧垮了對手。艾哈邁德沙扶植了沙·阿拉姆二世為皇帝後回師坎大哈。沙·賈汗三世於1772年逝世。